# Remington Model 1858

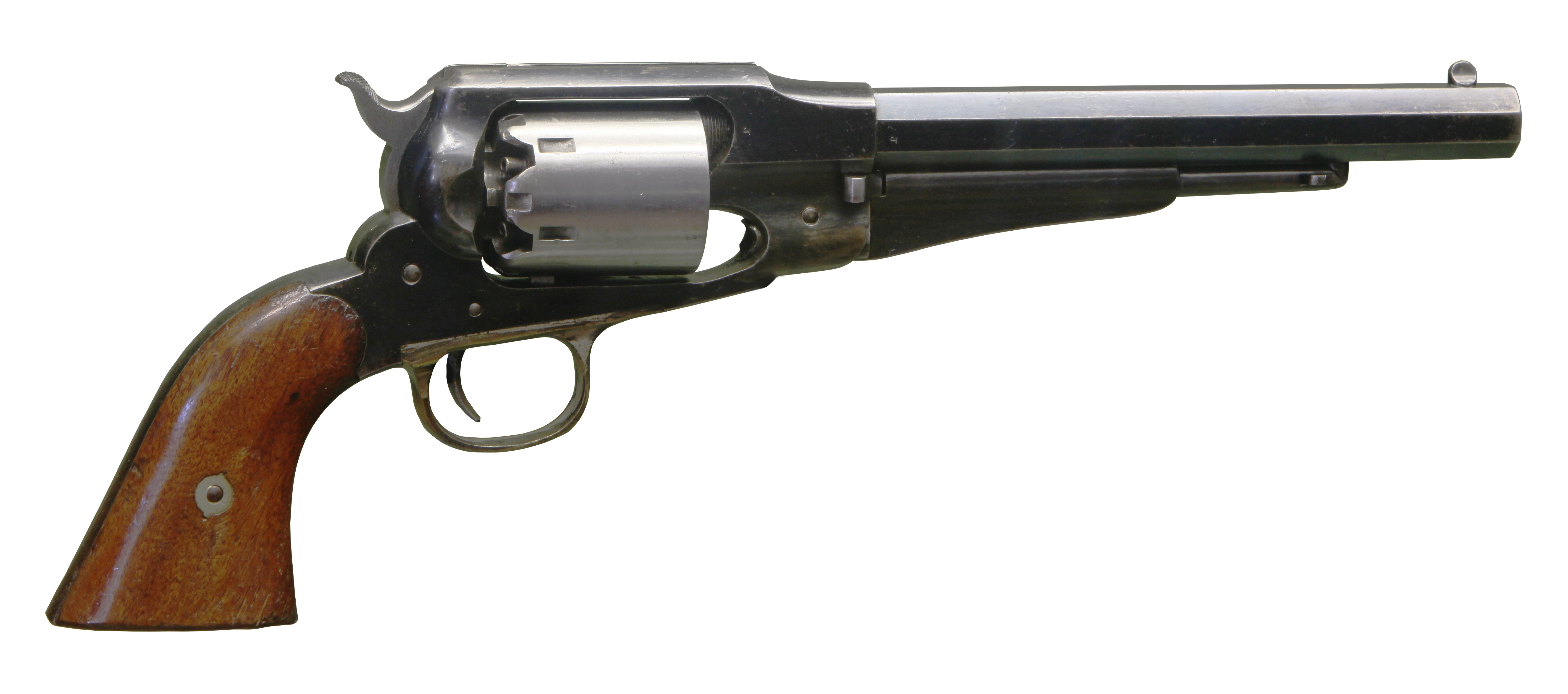
Um Remington Model 1858 no Morges Military Museum

O Remington Model 1858, na verdade Remington-Beals Model Revolver, e seus subsequentes modelos e variações, foram revólveres a percussão nos calibres .31 (Pocket) .36 (Navy) ou .44 (Army), fabricados pela Eliphalet Remington & Sons entre 1862 e 1875. Foram usados durante a Guerra Civil Americana, dando início a uma bem-sucedida linha de pistolas de corpo de tamanho médio e grande.

## Histórico
A denominação Remington Model 1858, é imprecisa: ela acabou se popularizando, devido as marcações de patente nos canos do New Model: "PATENTED SEPT. 14, 1858/E. REMINGTON & SONS, ILION, NEW YORK, U.S.A./NEW MODEL."; apesar da produção em larga escala não ter iniciado antes de 1861.
Eles eram baseados na patente Nº 21.478 de Fordyce Beals concedida em 14 de setembro de 1858.
O Remington Army é um revólver cujo corpo é considerado de grande porte, no calibre .44 e cano de 8 polegadas. O modelo Remington Navy tinha o corpo um pouco menor para o calibre .36 e cano de 7,5 polegadas. Houve, portanto, três linhas progressivas: o Remington-Beals Army & Navy (1860–1862), o 1861 Army & Navy (1862–1863), e o New Model Army & Navy (1863–1875).
Esses três modelos, são praticamente idênticos no tamanho e na aparência, porém com diferenças perceptíveis nos cães, nas alavancas de carregamento e nos cilindros, ajudando a identificar cada um deles. O modelo 1861 sofreu uma transição para o New Model durante o ano de 1862, chegando à versão definitiva no final daquele ano, com melhorias contínuas sugeridas pelo U.S. Army Ordnance Department.

## Buffalo Bill
William F. "Buffalo Bill" Cody usou um New Model Army .44 com cabo de marfim, Nº de série 73.293, de 1863 até 1906, quando ele o deu de presente ao capataz de sua fazenda com uma nota que dizia: "Ele nunca me falhou".
Em junho de 2012, esse revólver foi a leilão, sendo vendido por uma quantia relatada de US$239.000. 
A Heritage Auctions apresentou a arma como sendo: "A mais importante arma de William F. "Buffalo Bill" Cody existente". 
Nesse mesmo leilão, haviam itens de uso pessoal de Cody, incluindo dezessete cartas manuscritas.